# Eumichtis fiorii
Eumichtis fiorii là một loài bướm đêm trong họ Noctuidae.